# Bojan Čop
Bojan Čop (* 23. Mai 1923 in Ljubljana; † 3. August 1994 in Ljubljana) war ein jugoslawischer Sprachwissenschaftler.

## Leben
Čop studierte von 1941 bis 1947 an der Universität Ljubljana Klassische Philologie und Indoeuropäische Sprachen. Er erhielt 1947 sein Diplom und arbeitete als Assistent in verschiedenen Seminaren der Universität. 1971 promovierte er, 1972 wurde er Professor und 1976 zum Mitglied der Slowenischen Akademie der Wissenschaften und Künste ernannt. Seine Forschungsschwerpunkte waren die Indogermanistik, Hethitologie, Uralistik und Tocharologie.

## Veröffentlichungen (Auswahl)
- Prispevek k zgodovini labialnih pripon v indoevropskih jezikih. Ljubljana 1973 (= Diss. Ljubljana 1970, dt. Titel: Ein Beitrag zur Geschichte der Labialsuffixe in den indogermanischen Sprachen)
- Indouralica I. Ljubljana 1974
- Die indogermanische Deklination im Lichte der indouralischen vergleichenden Grammatik. Ljubljana 1975
- Miscellanea Tocharologica I.  Ljubljana 1975
- Collectanea Indoeuropaea I. Ljubljana 1978 (Herausgeber)
- Paulo Tekavčić sexagenario in honorem oblata. 2 Bände, Ljubljana 1991f. (Herausgeber, Festschrift)
- Mélanges Lucien Tesnière. Ljubljana 1993 (Herausgeber, Festschrift)